# Cassandane
Cassandane o Cassandana (en persa: کاساندان‎, en griego antiguo: Κασσανδάνη, romanizado: Kassandanē fallecida en el año 538 a. C.) fue una aqueménida y la "amada" esposa de Ciro II  el Grande. 
Era hija de Farnaspes. Tuvo cuatro hijos con Ciro (pueden ser 5 según los hijos documentados que figuran en Ciro el Grande): el primogénito Cambises II; otro hijo llamado Esmerdis; una hija llamada Atosa; y otra hija llamada Roxana y la menor Artistona.
Cambises II sucedió a su padre y conquistó Egipto, casándose con sus hermanas Atossa y Roxana, más tarde Esmerdis tomó su lugar como rey de Persia durante un breve período, pero fue acusado de ser un suplantador. Darío el Grande, sin sangre real se hizo con el poder tomando por esposas entre otras a sus hija Atossa y Artistona, y a su nieta Parmis, hija de Esmerdis. Así Darío se aseguró que sus hijos fueran descendientes directos de Ciro.
Cuando Cassandane murió, todas las naciones del imperio persa de Ciro observaron "un gran luto". Así lo relata Heródoto. Según un informe de la crónica de Nabonido, hubo un luto público tras su muerte en Babilonia que duró seis días.[cita requerida] Según una sugerencia de M. Boyce, la tumba de Cassandane se encuentra en Pasargadae.